# Bat (alat)
Bat ili malj je mehanički čekić za strojno kovanje, za koji se ne koristi ljudska (ručna) snaga, već snaga strojeva, koja ga podiže na neku visinu, da bi slobodnim padom (gravitacija) udario u radni komad ili otkovak. Batovi su najjeftiniji obradni strojevi za oblikovanje metala. U materijal unose zagarantirani iznos energije koji, zavisno o brzini alata tijekom oblikovanja, daje veći ili manji iznos sile. Brzine u trenutku sraza su visoke i kreću se u rasponu od 3 do 8 m/s. Konstrukcija batova treba biti u stanju podnijeti velika i po načinu djelovanja neugodna, udarna opterećenja. Zato su njihove konstrukcijske izvedbe vrlo robusne i specifične, u odnosu na klasičnu strojogradnju. Ipak, uglavnom se radi o jednostavnoj konstrukciji kod koje se sile oblikovanja ne prenose niti na pogon, a niti na tijelo obradnog stroja, kao što je to slučaj u hidrauličnih ili mehaničkih preša. Poradi navedenog batovi ne mogu biti preopterećeni. Povrh svega dotični strojevi su vrlo prilagodljivi; ako se pokaže potreba za većom energijom oblikovanja, uvijek je moguće osigurati dodatni udarac.
Na području kovanja u automobilskoj industriji, batovi zauzimaju središnje mjesto, unatoč sve većoj primjeni hidrauličnih preša. Udarno djelovanje batova je osobito povoljno za oblikovanje jeftinijih limova, koje zbog njihove anizotropnosti, na prešama ponekad nije moguće oblikovati. Područje primjene batova je prvenstveno kovanje u toplom stanju i to u otvorenim i zatvorenim ukovnjima. U posebnim slučajevima moguće ih je koristiti i za izradu kovanica - u novčarstu, za toplu ekstruziju - čahure i za oblikovanje lima.
Bat je uglavnom stroj za kovanje otkivaka u pojedinačnoj i serijskoj proizvodnji većih kovanih predmeta. Njegovi glavni dijelovi odgovaraju čekiću i nakovnju pri ručnom kovanju: malj se diže i spušta i pritom udara po predmetu obrade. Kao pogonska energija služe vodena para, električna struja ili stlačeni zrak. Prema načinu rada bat može biti jednoradni (kada se energijom samo podiže malj, koji zatim slobodno pada) ili dvoradni (kada se djelovanjem energije pojačava udarac malja).

## Vrste batova
Batovi se prema konstrukciji dijele na:
- Mehaničke batove:

- Polužni ili perni batovi,
- Batovi na dasku, remen ili lanac,

- Pneumatske batove:

- Jednoradne ili gravitacijske batove,
- Dvoradne batove za slobodno kovanje,
- Dvoradne batove,
- Protuudarne batove,

- Parne batove,
- Batovi s komprimiranim dušikom za velike brzine kovanja.

Prema primjeni batovi mogu biti:
- Batovi za slobodno kovanje,
- Batovi za kovanje u ukovnjima.

Prema izvedbi bata batovi mogu biti:
- Batovi s mirujućim nakovnjem,
- Batovi s pokretnim ili protuudarnim nakovnjem.

Prema brzini malja, batovi mogu biti:
- Klasični batovi s brzinama malja od 4 do 7 m/s,
- Batovi s velikim brzinama malja od 20 do 40 m/s.

### Polužni ili perni bat
Polužni ili perni bat se sastoji od bata (malja), koji je pričvršćen na pero. Poluga (pero) je izvedena od čeličnih lamela (limova) i spojena je na motku, koja podiže (i spušta) polugu.  Podizanje motke ostvaruje se preko ekscentra na zamašnjaku. Zamašnjak preko remena dobiva okretni moment s prigona stroja. Masa bata (malja) se kreće od 20 do 250 kg, dok se broj udaraca kreće do 300 u minuti za lakše maljeve, odnosno do 120 za teže batove.  Postolje, odnosno cijeli alatni stroj, se sidri na temelje temeljnim vijcima. Postolje je naliveni beton u predviđenom iskopu, koji se izolira pijeskom ili nekim drugim materijalom, koji upija vibracije. Stupanj iskorištenja pernog bata je od 30 do 40 %. Brzina udarca je između 4 i 7 udaraca u sekundi.

### Bat na dasku, remen ili lanac
Bat na dasku je gravitacijski bat koji se sastoji od bata spojenog na dasku, koju podižu dvije suprotno rotirajuće tarenice. Batovi imaju masu od 200 kg do 1,5 tona. Na visini od 1,5 do 2,5 m, kočnica se otpušta, te bat pada na nakovanj brzinom od 4 do 7 m/s. Može se ostvariti do 60 udaraca u minuti pri nižim visinama dizanja bata (do 1 m). Koristi se za kovanje u ukovnjima i ima veliku točnost i preciznost izratka. Pogodan je za ukovnje s više gravura. Regulacija je vrlo jednostavna i precizno se određuje energija udarca (radna moć). Pogodan je za automatiziranje. Visoki je stupanj iskorištenja bata. Jednostavne je konstrukcije, lagano se održavaju i dosta su jeftini. Nedostatak je ograničena radna moć, utjecaj vibracija na okolinu udarcima, potrebno je veliko temeljenje, daska se troši, te ju treba često mijenjati.

### Jednoradni ili gravitacijski bat
Jednoradni ili gravitacijski bat s nakovnjem koristi se u toplom oblikovanju i oblikovanju lima. Za visinu pada malja od 1 do 2 metra, brzina malja u trenutku sraza iznosi od 4,5 - 6 m/s. Broj udaraca za visinu pada od 1 metar može se kretati od 50 do 60 udaraca u minuti. Kod bata s daskom i bata s remenom, malj na njegovu radnu visinu podižu tarni valjci, potežući remen ili dasku pogonskim valjkom. Obje konstrukcijske izvedbe pogonskog sustava su relativno jednostavne i zahtijevaju vrlo malu investiciju, dok za održavanje trebaju mali troškovi. Ipak glavni nedostatak je trošenje trake i remena ili daske, te potreba njihove redovite zamjene. Jačinu udarca moguće je bolje kontrolirati kod gravitacijskoga bata s remenom, s obzirom na to da radni hod počinje u trenutku kad je malj podignut na zadanu visinu.

### Dvoradni bat
Kod dvoradnih batova s nakovnjem (eng. power hammer), nakovanj može činiti cjelinu s tijelom obradnog stroja ili biti odvojen od njega. Navedena konstrukcijska izvedba zavisi o području primjene, odnosno na batu izvođenom postupku oblikovanja deformiranjem (toplo kovanje u ukovnjima, oblikovanje lima ili slobodno kovanje većih sekcija). Konstrukcijska izvedba dvoradnog bata s razdvojenim tijelom najčešće ima veliki razmak između nogu, kako bi se na njima mogli slobodno kovati veliki otkovci (brodske radilice, osovine, motke).Veliki radni prostor omogućava lakšu manipulaciju obratcima, te jednostavnije postavljanje masivnih alata.
Dvoradni bat najčešće pokreće komprimirani zrak ili vodena para, tlaka od 6 do 7 MPa, koji se batu dovode iz kompresorske stanice ili kotlovnice. Kada je bat pogonjen pojedinačnim kompresorom, tlak najčešće ne prelazi 2 bara. Kod dvoradnih batova brzina malja, a ujedno i energija udarca, ne ovise o visini dizanja malja ili prevaljenom putu, već prvenstveno o tlaku medija u cilindru. Što je veći omjer sile potiskivanja malja i mase malja, veća je njegova akceleracija. Rezultat je kompaktnija izvedba tijela malja: veća krutost i veća ostvariva točnost kovanja i otkivaka. Kratkohodni dvoradni bat ima znatno veću površinu klipa i manji hod, kako bi se postigla tražena brzina malja, uz isti radni tlak. Najnovije izvedbe dvoradnih batova koriste hidraulično ulje kao radni medij, te imaju vrlo maleni radni cilindar.

### Bat s pokretnim ili protuudarnim nakovnjem
Bat s pokretnim ili protuudarnim nakovnjem teži samo 35% mase klasičnih batova s nakovnjem, a imaju jednaku radnu moć, odnosno raspoloživu energiju oblikovanja. Pri kovanju većih otkivaka mase do 4000 kg, kad su neophodni iznosi energije kovanja do 100 000 J, u potpunosti su potisnuli gravitacijske i dvoradne batove s mirujućim nakovnjem. To vrijedi i za automobilsku industriju u zapadnoj Europi, s Njemačkom na prvome mjestu.
Brzi batovi (eng. high velocity hammer) su uglavnom konstrukcijski izvedeni kao protuudarni batovi. Obje mase, malj i tijelo, odnosno radni i protuudarni malj, pogonjeni su komprimiranim zrakom ili komprimiranim dušikom (samo u posebnim slučajevima koristi se hidraulično ulje). Tijelo, odnosno protuudarni malj znatno je veće mase od radnog malja i ima manji hod.

### Dvoradni bat na paru
To su masivni batovi za kovanje glomaznih odlijevaka, koji zahtijevaju mnogo prostora oko nakovnja. Rade kao pneumatski dvoradni batovi, ali se pune pregrijanom parom. Temelji za nakovanj i za bat su odvojeni zbog smanjenja vibracija. Izrazito jaki udarci, ali rijetki, batu daju nizak stupanj iskoristivosti. Koriste se kod slobodnog kovanja i kod kovanja u ukovnjima. Tlak pregrijane pare je od 6 do 7 MPa. Mogu biti izvedeni u portalnoj (most) konstrukciji, konzolnoj ili kao polužni batovi.

### Batovi s komprimiranim dušikom za velike brzine kovanja
Hidraulički fluid (mineralno ulje) ulazi pod tlakom u donji dio hidrauličkog cilindra, te klip podiže čekić. Sabija se dušik koji je iznad klipa. Nakon što klip dosegne željenu visinu, otvara se brzootpuštajući ventil koji brzo ispušta ulje. Komprimirani dušik naglo potiskuje klip i bat udara o otkivak. Zbog visoke fleksibilnosti koju ima dušik kao pokretačka snaga, čekić može koristiti osnovni način upravljanja i kontrole, te se koriste ručne poluge za upravljanje bata. Ova vrsta batova je razvijena u novije vrijeme. Batovi su izrazito velikih brzina malja od 20 do 40 m/s, troše do 75% manje električne energije od klasičnih batova iste snage udarca. Nema održavanja složenog sustava komprimiranog zraka, rashladnog sustava kompresora, niti treba čekati postizanje radnog tlaka zraka.